# Krasíkov (okres Ústí nad Orlicí)
Krasíkov (německy Budigsdorf) je moravská obec v okrese Ústí nad Orlicí, 14 km jihovýchodně od Lanškrouna a 17 km jihozápadně od Zábřehu. Na severním konci Krasíkov sousedí s obcí Tatenice, na jihu pak s obcí Třebařov, která již leží v okrese Svitavy. Obcí protéká řeka Moravská Sázava. Žije zde 300 obyvatel.

## Název
Původní jméno vesnice bylo Budíkov nebo Budíkovice, odvozené od osobního jména Budík, což byla domácká podoba některého jména obsahujícího -bud- (Budivoj, Budimír, Drahobud aj.). Význam tohoto místního jména tedy byl "Budíkův majetek" nebo "Budíkovi lidé". České Budíkov(ice) není písemně přímo doloženo, ale vychází z něj německé Budigsdorf, které se udrželo až do 20. století. Od druhé poloviny 15. století se v češtině používalo nové jméno Krasíkov odvozené od osobního jména Krasík, což byla domácká podoba některého jména obsahujícího -kras- (Krasomysl, Nekras apod.). Výměna jména patrně souvisela s obnovou blízkého kláštera Koruna Panny Marie (na území Třebařova) opuštěného za husitských válek.

## Historie
První písemná zmínka o obci pochází z roku 1267.

## Doprava

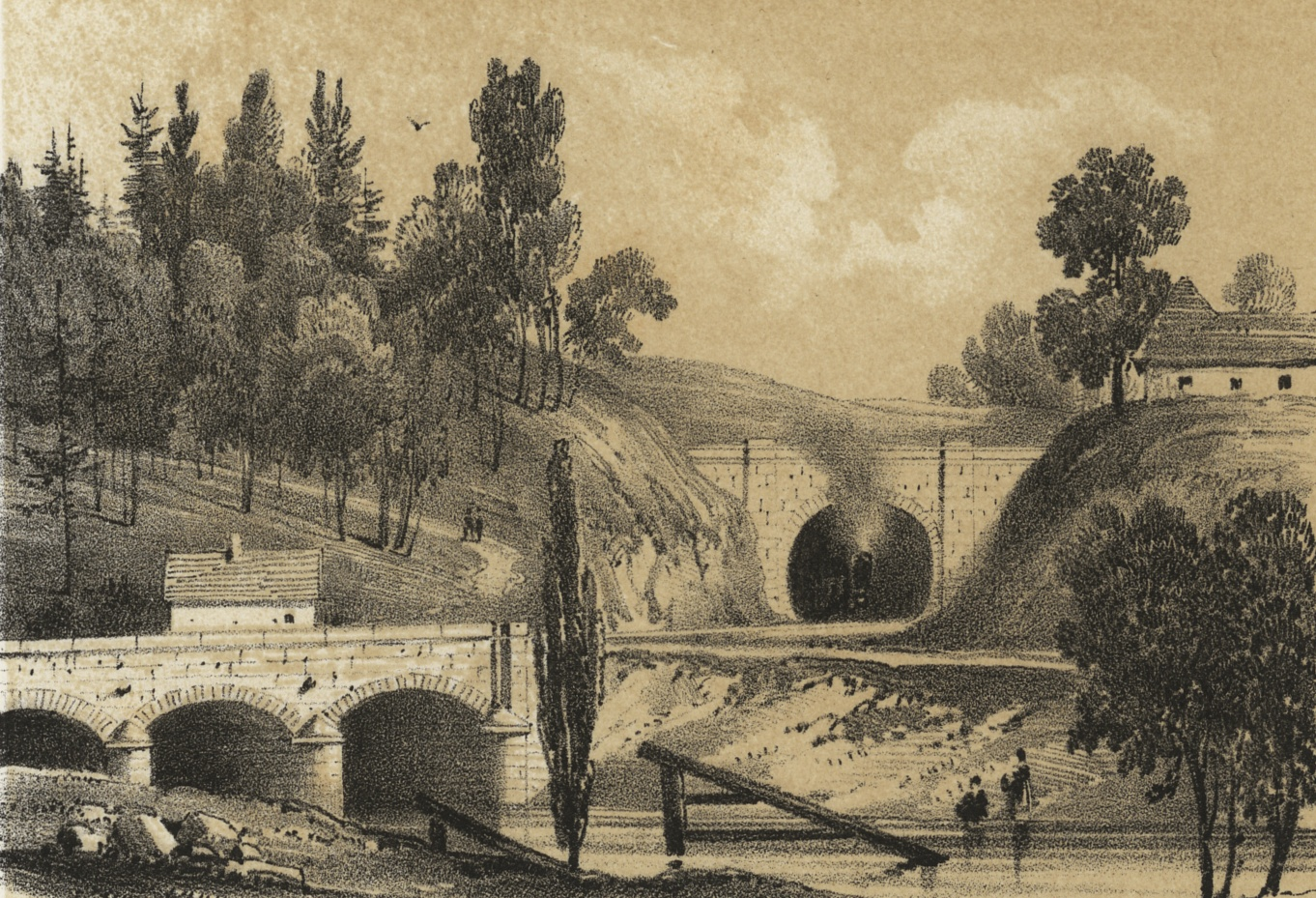
Tatenický tunel, portál ke Krasíkovu

V roce 1845 byla uvedena do provozu železniční trať z Olomouce přes Českou Třebovou do Prahy, která mezi Tatenicemi a Krasíkovem vedla Tatenickým tunelem. Byl dlouhý 146 metrů a nebyl ražen, ale vznikl jako zaklenutý skalní zářez. V současnosti[kdy?] je koridor veden odlišnou trasou novým Tatenickým tunelem, zatímco původní byl zneprůchodněn částečným zasypáním. Profil původní trati pomalu zarůstá náletovými dřevinami, ale je velmi dobře patrný.[zdroj?]
Obyvatelé Krasíkova mohou k dopravě využít autobusy na Lanškroun a Moravskou Třebovou nebo osobní vlaky ze zastávky Krasíkov ležící na koridoru Olomouc – Česká Třebová. Rovněž zde prochází silnice II/368.

## Galerie

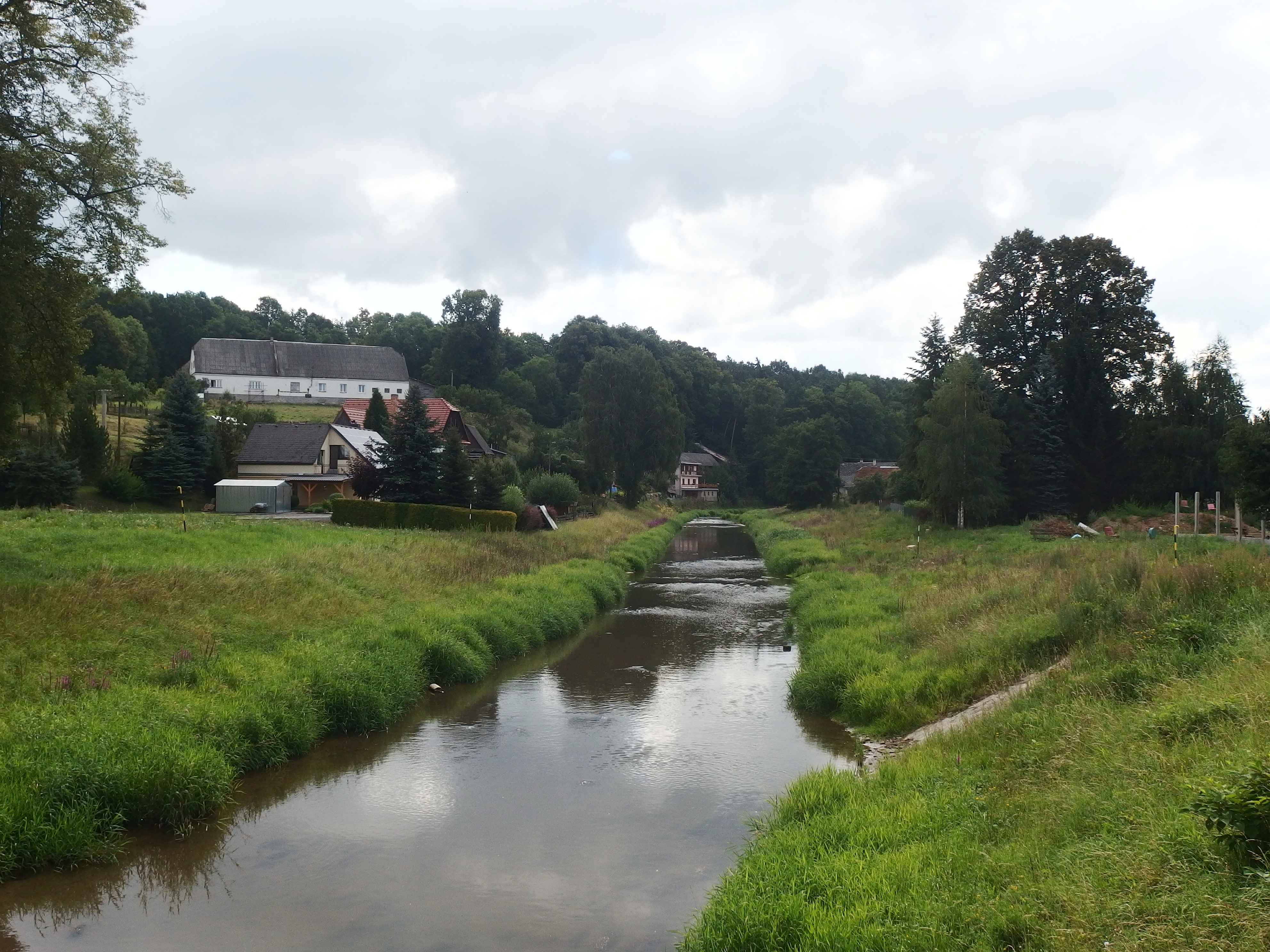
Moravská Sázava v Krasíkově
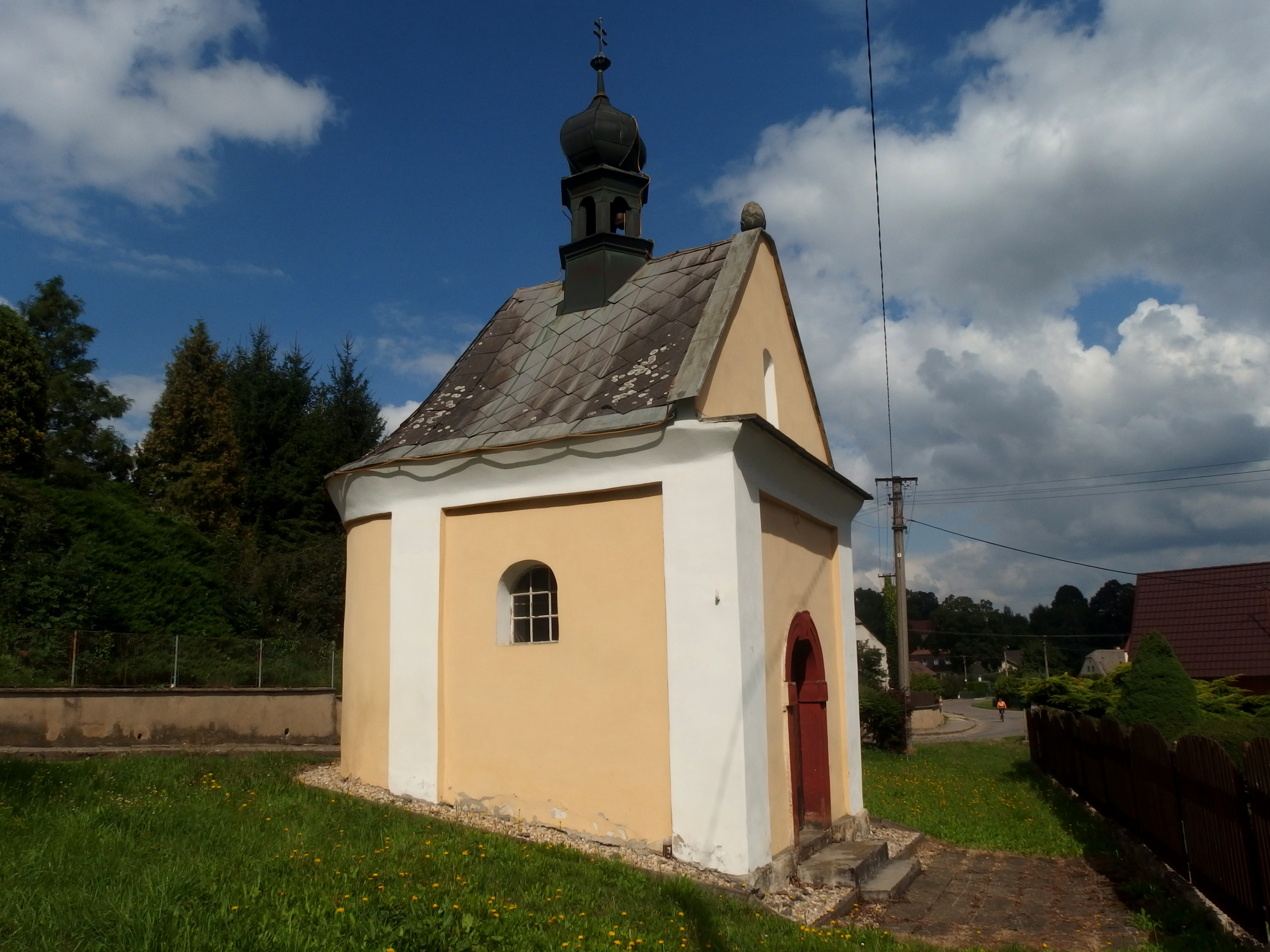
Barokní kaple Andělů strážných
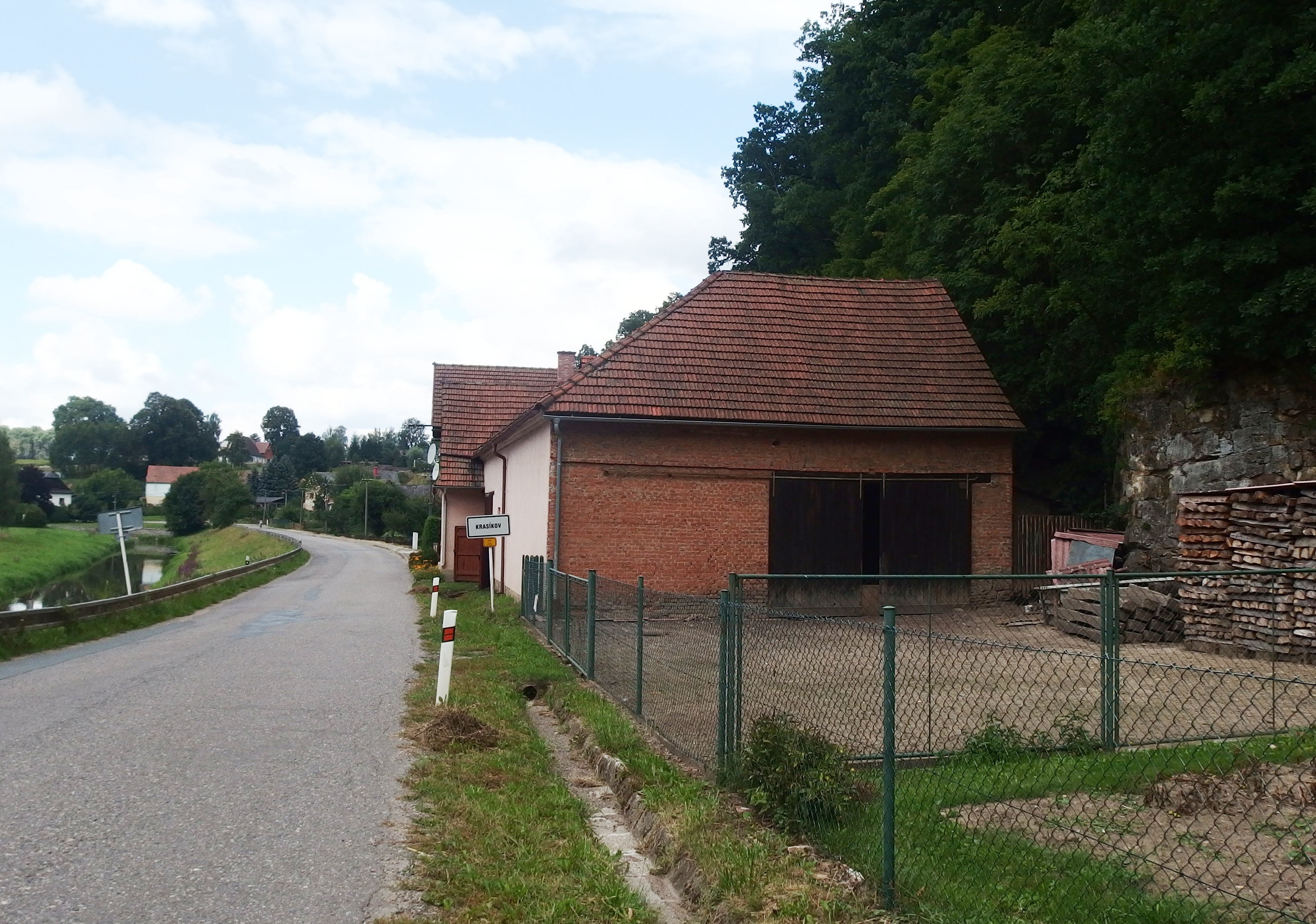
Příjezd do obce od Tatenice
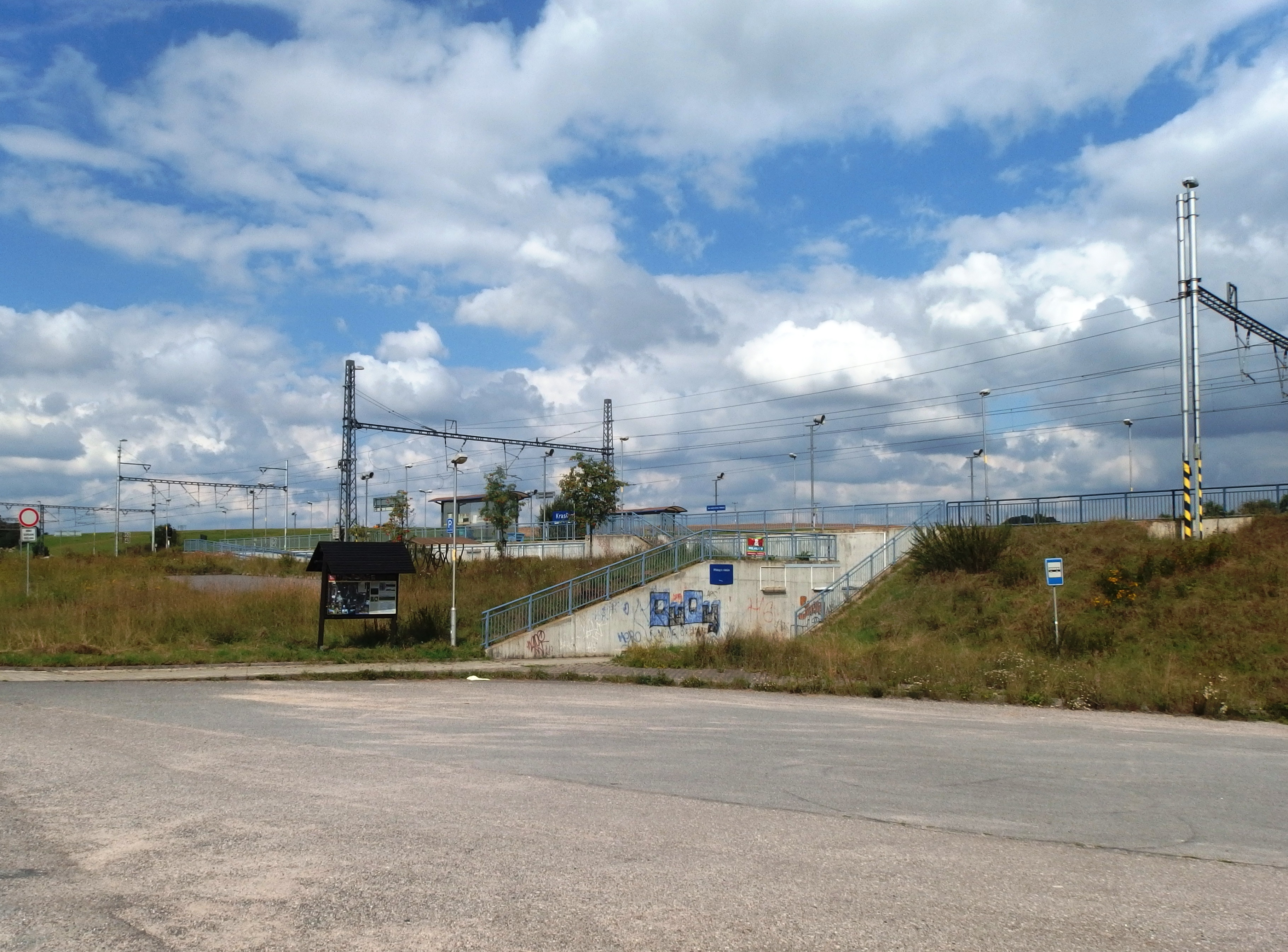
Železniční zastávka na trati Česká Třebová-Zábřeh na Moravě
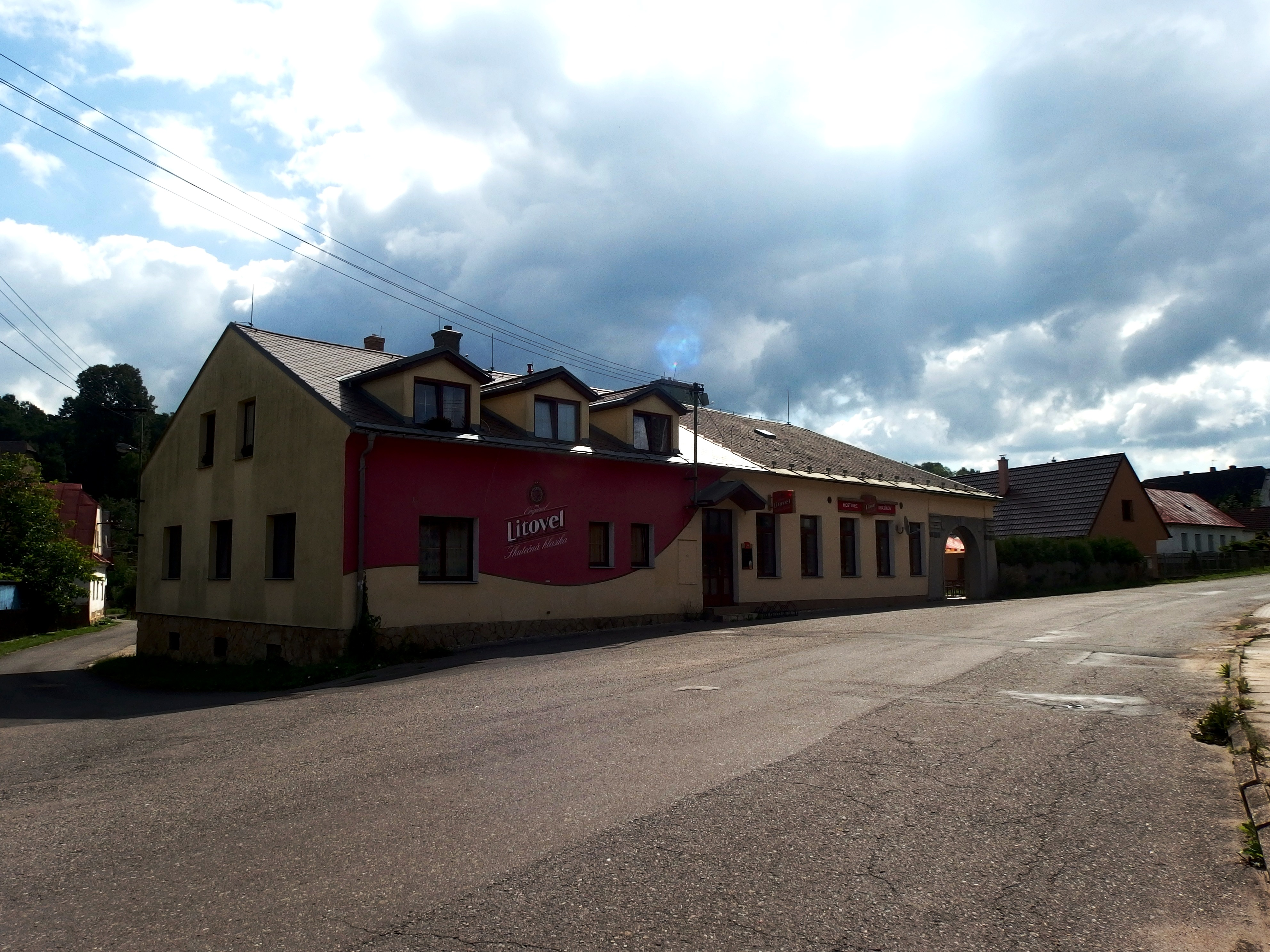
Hospoda
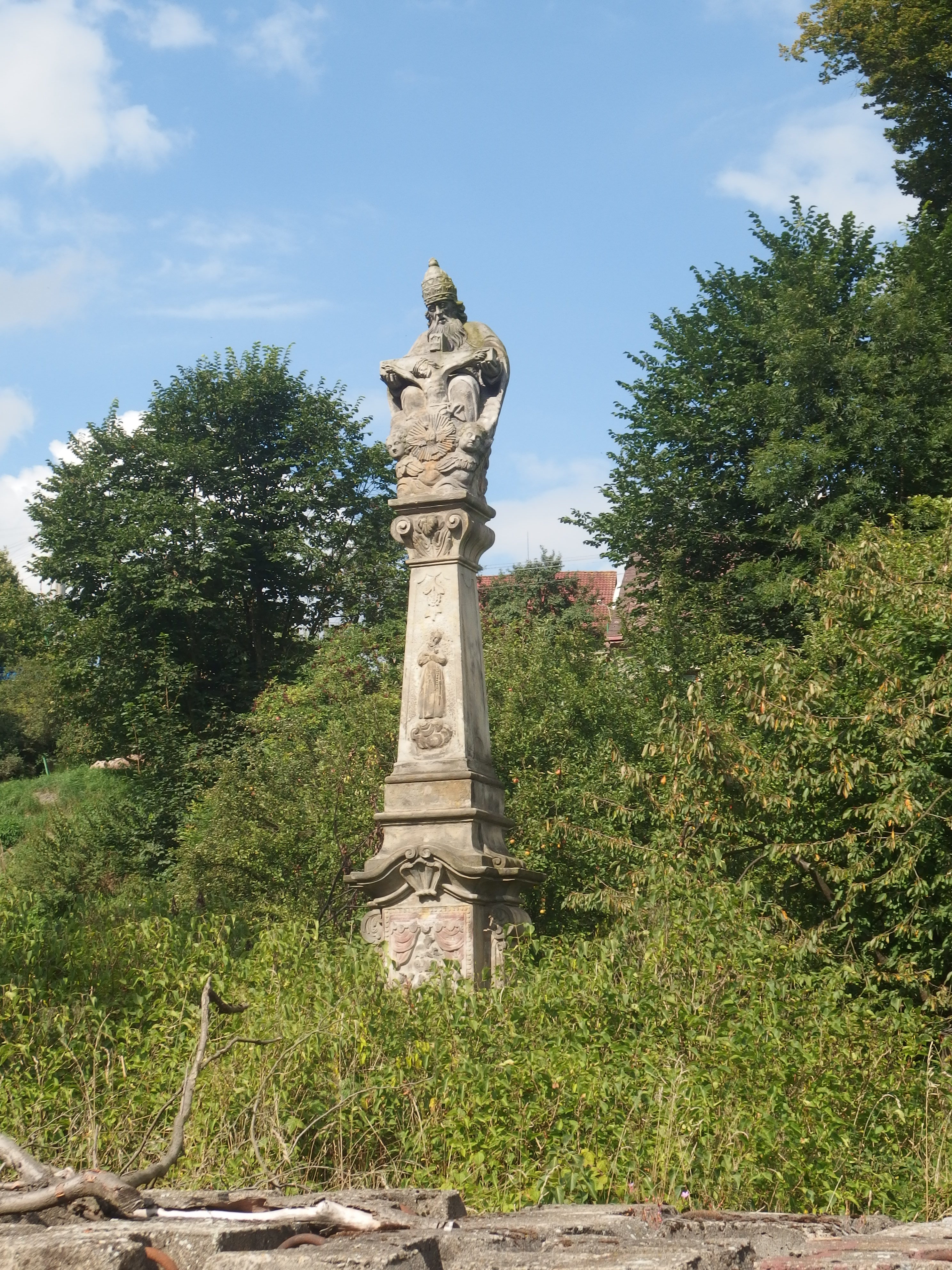
Svatá trojice
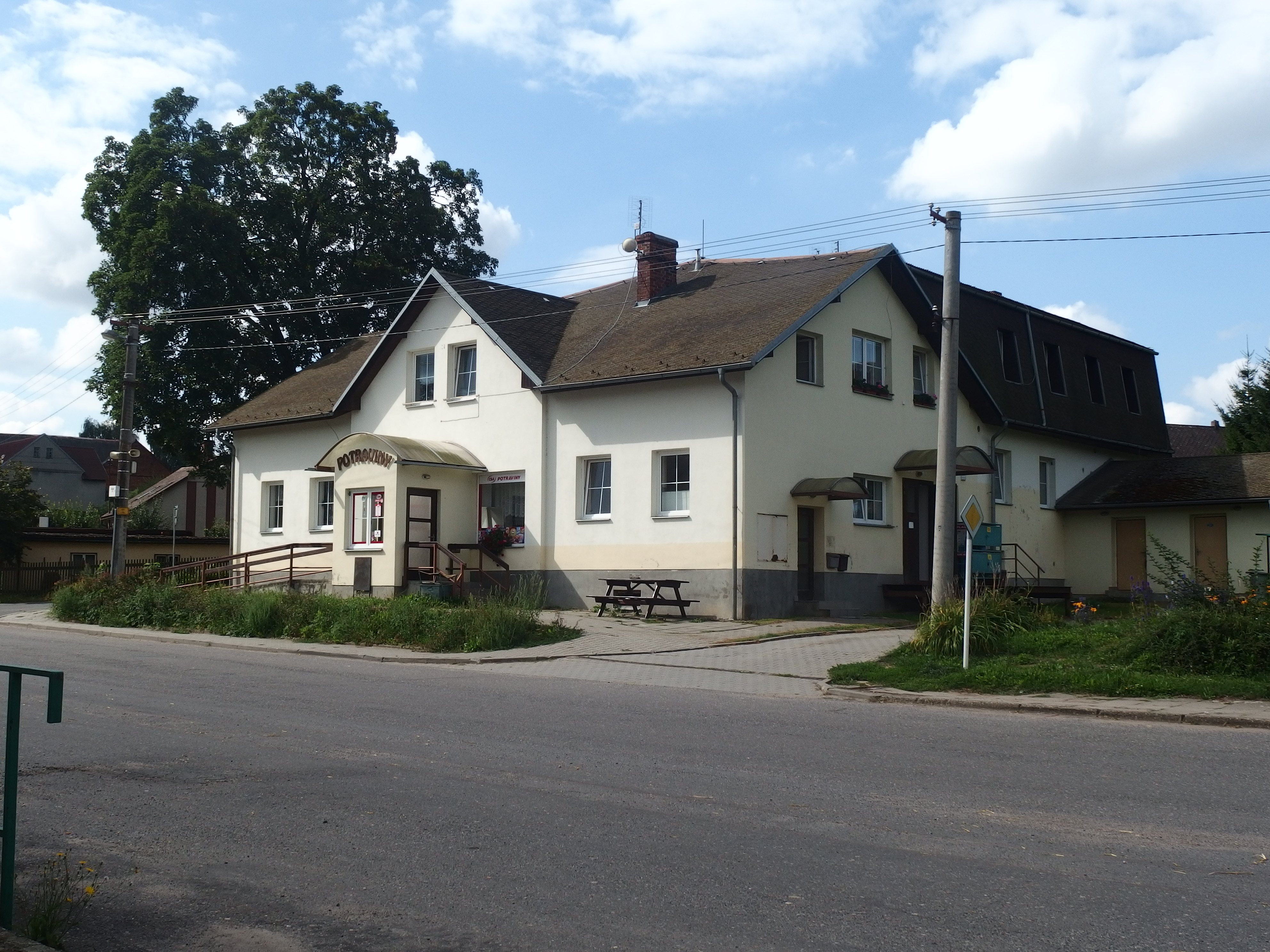
Prodejna
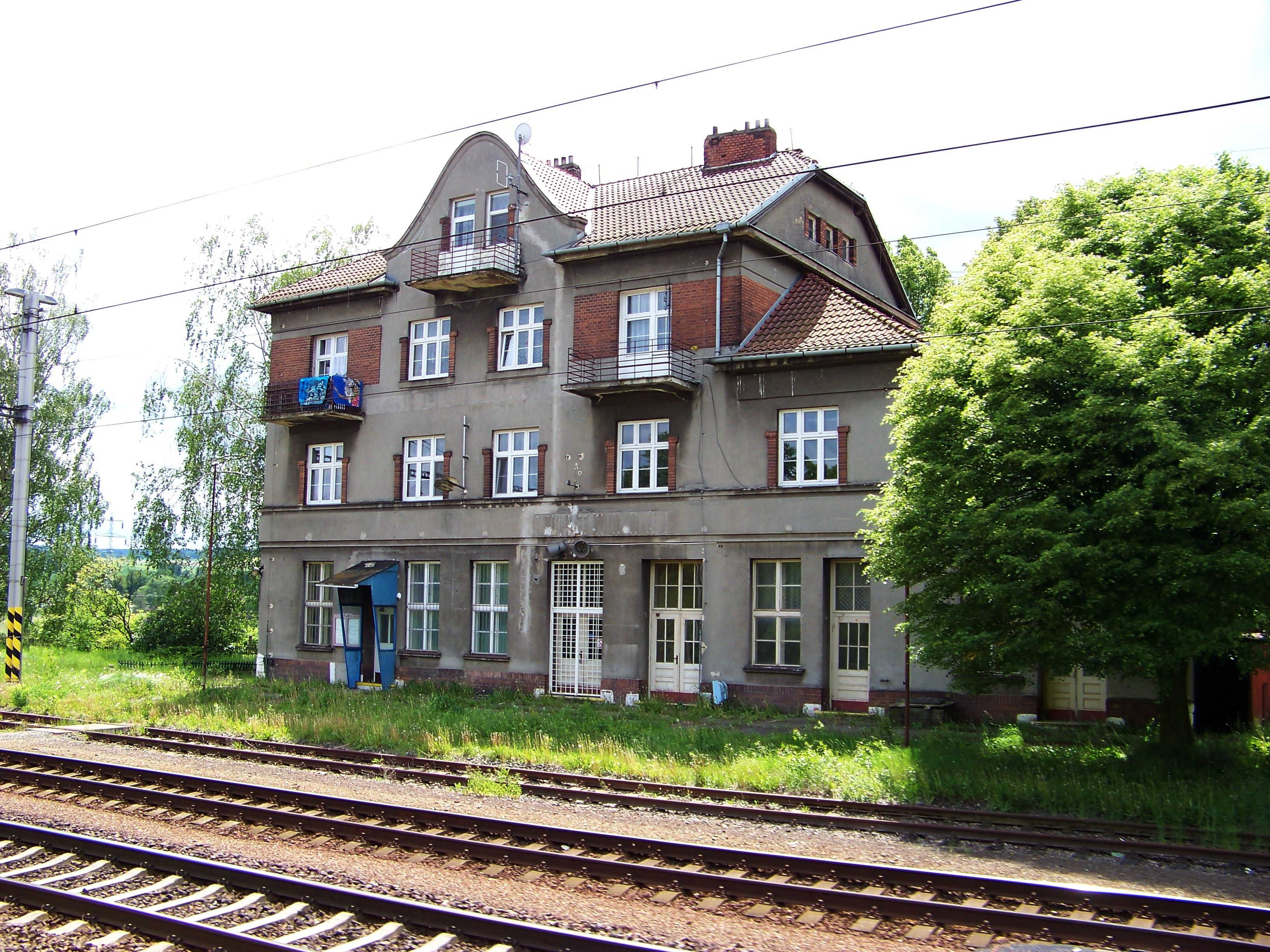
Nádražní budova